# Iramaia
Iramaia is een gemeente in de Braziliaanse deelstaat Bahia. De gemeente telt 15.045 inwoners (schatting 2009).